# Nannopopillia nathalieae
Nannopopillia nathalieae är en skalbaggsart som beskrevs av Limbourg 2004. Nannopopillia nathalieae ingår i släktet Nannopopillia och familjen Rutelidae. Inga underarter finns listade i Catalogue of Life.